# Judith Anderson
Dame Judith Anderson, AC, DBE (født Frances Margaret Anderson; 10. februar 1897, død 3. januar 1992)  var en australskfødt britisk teater- og filmskuespiller. I 1960 blev hun udnævnt til Dame Commander of the British Empire.
Hun gjorde sin scenedebut i Sydney i 1915 og optrådte i New York for første gang i 1918. Hun foretrak teatret fremfor filmen og medvirkede i mange Shakespeare-skuespil, herunder Lady Macbeth i Macbeth. I modsætning hertil indspillede hun kun film sporadisk. For sin præstation i rollen som Fru Danvers i Alfred Hitchcocks Rebecca blev hun nomineret en Oscar for bedste kvindelige birolle. Senere medvirkede hun i flere tv-produktioner.
Som en af de fremtrædende teaterskuespiller i sin æra vandt hun to Emmy Awards og en Tony Award og blev også nomineret til en Grammy Award. Hun betragtes som et af det 20. århundredes største klassiske teaterskuespillere.